# 劉注東
劉注東（1500年—？），字思禹，山東東昌府茌平縣人，軍籍，明朝政治人物。

## 生平
嘉靖十年（1531年）辛卯科山東鄉試第三十九名舉人。嘉靖十四年（1535年）中式乙未科會試第二百四十四名，登第二甲第四十五名進士。官河南卫辉府知府。

## 家族
曾祖劉茂；祖父劉清；父劉賢，母朱氏；繼母李氏。具庆下。